# Kunisaki, Ōita
Kunisaki (国東市 Kunisaki-shi) là một thành phố thuộc tỉnh Ōita, Nhật Bản. Thành phố được thành lập ngày 31 tháng 3 năm 2006, sau khi sáp nhập các thị trấn Kunisaki (old), Aki, Kunimi và Musashi.

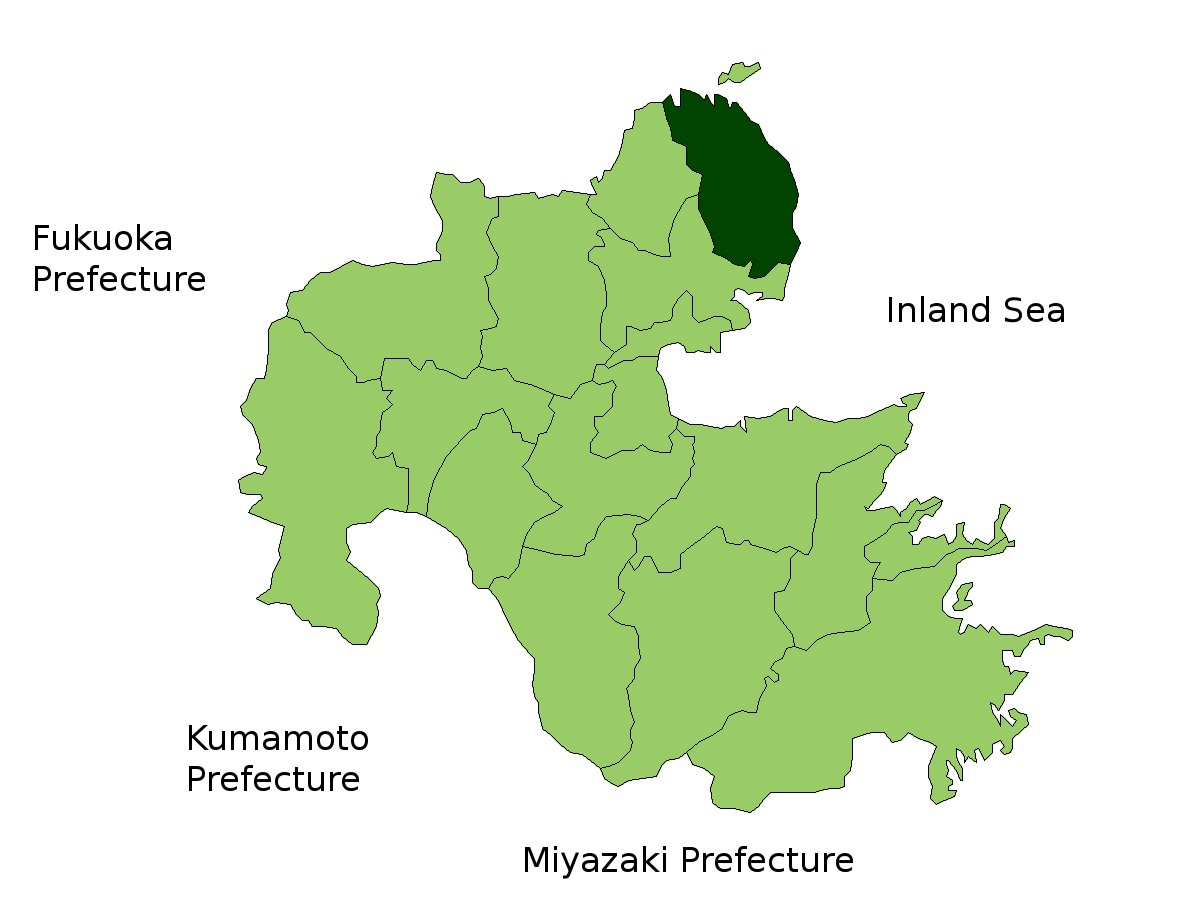
Map showing location of Kunisaki in Oita Prefecture (as of 2006).

Đến năm 2006, dân số thành phố là 43,206 người trên diện tích 317.80 km², mật độ 136 người/ km².